# ワンダンス
『ワンダンス』（WONDANCE、アニメ版タイトルロゴではWANDANCE）は、珈琲による日本の漫画作品。『月刊アフタヌーン』（講談社）にて、2019年3月号から連載中。『マガジンポケット』（同）でも連載されている。
主人公の小谷花木とヒロインの湾田光莉がストリートダンスに打ち込む姿を描いた作品。2024年8月時点で単行本の累計発行部数は90万部を突破している。

## あらすじ
主人公の小谷 花木は、高校入学後に同学年の湾田 光莉がダンスの練習をしている姿に目を奪われ、ダンスに興味を持ち始める。一方で、花木はコンプレックスである吃音症が原因で目立つことが苦手であり、また、中学時代の体育でダンスを上手に踊れなかった苦い経験から、ダンスに対して抵抗感を抱いていた。花木は湾田にダンスの魅力を質問し、ダンスでは喋らずに自己表現ができると気づくと共に、人目を気にせずダンスに没頭する湾田に惹かれて、湾田と共にダンス部に入部。
入部当初、花木のダンスは全く上手ではなかったが、部長で3年生の宮尾 恩の指導や、ダンス経験者である湾田との自主トレを通じて、その才能を開花させていく。部活で出場したダンスコンテストでの成功と挫折、ダンス部の先輩である2年生の厳島 伊折との交流、ダンスバトル大会への出場を経て、ダンサーとして成長すると共に、湾田や周囲の人とも関係を深めていき、人としても成長していく。

## 主な登場人物
声の項は特記のない場合、テレビアニメ版の声優。演の項はテレビアニメ版のモーションキャプチャーを担当したダンスキャスト。

### 一凛高校
小谷 花木（こたに かぼく）
声 - 内山昂輝（PV・テレビアニメ） / 演 - KAITA
本作の主人公。通称「カボ」。ダンス部1年生。吃音症で人前で話すのが苦手。長身で中学時代はバスケ部。長身に加えて手足も長く、容姿も整っているために本人の意思に反して目立つ。湾田に惹かれて高校でダンスを始める。ダンサーとしての特徴は、耳がよく音楽をしっかり聴いてダンスで表現できること。
湾田 光莉（わんだ ひかり）
声 - 羊宮妃那 / 演 - KANATA
本作のヒロイン。ダンス部1年生。ダンスが好きで世界一を目指している。筋肉はあまりないが、入部前からダンス経験があり、センスの良さを作中で評価される。
宮尾 恩（みやお おん）
声 - 諏訪彩花 / 演 - ReiNa
ダンス部部長の3年生。通称「恩ちゃん」。未経験の顧問に代わって部員を指導する。小学生の時にNe-YoのPVを見たことがきっかけでダンスを始める。高校卒業後は演出家を志望。
厳島 伊折（いつくしま いおり）
声 - 増田俊樹 / 演 - YOUTEE
ダンス部2年生。同年代ではバトルで県内最強と言われるほどのスキルを持つが、作中では当初幽霊部員。フィーリングに任せて音に合わせ即興で踊ることがダンスの本質と考えているため、決まった振り付けを練習し本番に備えるダンス部のスタイルを敬遠している。元はブレイクダンスを主戦場としていたが、ハウスダンスに転向しメインに。ブレイクダンサー時代に、壁谷にブレイクダンスのバトルで敗北。甘党。体が硬い。

### 鐘光高校
壁谷 楽（かべや がく）
声 - 内田雄馬 / 演 - YU-KI
伊折が実力を認めるB-BOY。ブレイクダンスを得意とし、ブレイクダンス以外を選ぶダンサーを見下す一面を持つ。ダンス中は黒いマスクを着用しているが、バイト中は白いマスクを着用。ダンスの練習中に前歯2本を損傷し、差し歯を入れている。

### 昌谷高校
巧 宇千（たくみ うせん）
声 - 林勇
ダンス部部長。ダンスバトル決勝トーナメントの一回戦で宮尾恩、二回戦で湾田光莉に勝利するも、三回戦（準決勝）で厳島伊折に敗北する。

## 作者の特徴・ダンスとの関わり

### 吃音症でダンス経験者
作者インタビューで「本作は当初湾田がダンサーとして活躍するダンス漫画として作成されていたものの、当時の担当編集と相談の結果、『吃音症でダンス経験者』という作者自身の経験を活かした作品にすることとし、花木を主人公とした」と述べている。

### 本作執筆への影響
作者インタビューで「本作の1話は海外ドラマの『GLEE』をかなり観て作成した。また、絵を描く上では中村明日美子氏からの影響を受けている」と述べている。

### ダンス動画の公開
2019年11月、単行本第2巻の発売を記念して、経験者である作者自身がダンスを踊る動画をYouTubeに掲載している。

## 受賞・ノミネート
- 「次にくるマンガ大賞2019」のコミックス部門50作品の中にノミネート。上位20作品には選出されず[13]。
- 「次にくるマンガ大賞2020」のコミックス部門50作品の中にノミネート。上位20作品には選出されず[14]。
- 「ebookjapanマンガ大賞2021」の20作品の中にノミネート。上位3作品には選出されず[15]。
  - 推薦コメントは次のとおり「ダンスの表現や演出がアツい！　まるでページからキャラが飛び出してきそうな迫力のある絵に圧倒されます。読み終わったあと、鏡に向かって踊りだしてしまうのはきっと僕だけじゃないハズ…！」

## 書誌情報
- 珈琲『ワンダンス』 講談社〈アフタヌーンKC〉、既刊13巻（2024年8月22日現在）
  1. 2019年5月23日発行（同日発売[16][17]）、ISBN 978-4-06-515483-0
  2. 2019年11月22日発行（同日発売[18]）、ISBN 978-4-06-517482-1
  3. 2020年5月22日発行（同日発売[19]）、ISBN 978-4-06-519455-3
  4. 2020年9月23日発行（同日発売[20]）、ISBN 978-4-06-520724-6
  5. 2021年3月23日発行（同日発売[21]）、ISBN 978-4-06-522662-9
  6. 2021年9月22日発行（同日発売[22]）、ISBN 978-4-06-524817-1
  7. 2022年2月22日発行（同日発売[23]）、ISBN 978-4-06-526862-9
  8. 2022年6月22日発行（同日発売[24]）、ISBN 978-4-06-527862-8
  9. 2022年10月21日発行（同日発売[25]）、ISBN 978-4-06-529496-3
  10. 2023年2月21日発行（同日発売[26]）、ISBN 978-4-06-530562-1
  11. 2023年9月22日発行（同日発売[27]）、ISBN 978-4-06-531974-1
  12. 2024年4月23日発行（同日発売[28]）、ISBN 978-4-06-535023-2
  13. 2024年8月22日発行（同日発売[29]）、ISBN 978-4-06-536467-3

## テレビアニメ
2025年10月よりテレビ朝日系列『IMAnimation W』枠ほかにて放送予定。

### スタッフ
- 原作 - 珈琲[4]
- 監督 - 加藤道哉[6]
- ダンスプロデューサー - RIEHATA[4]
- 音楽 - 千葉"naotyu-"直樹[7]
- アニメーション制作 - マッドハウス、サイクロングラフィックス[4]

### 劇中歌
本作ではアニメとしては異例の30曲を超える劇中歌が使用される。参加アーティストは、荒巻勇仁、Alisa、Black Boboi、Daigo Sakuragi、FUNI、GZO、Hidetake Takayama、Jazztronik、JiN、Seann Bowe、Jua、Kaztake Takeuchi、Marcello Jonno、Michael Yano a.k.a ARK、MONJOE、RIEHATA、RIKKI、Sahnya、Scatman John、Shinichi Osawa、Shinichiro Murayama、Toru Ishikawa、URU、Weauxmaque、Wez Atlas、Yaffle。

### 放送局
| 放送期間     | 放送時間               | 放送局                       | 対象地域 | 備考                |
| ------------ | ---------------------- | ---------------------------- | -------- | ------------------- |
| 2025年10月 - | 水曜 23:45 - 木曜 0:15 | テレビ朝日系列フルネット23局 | 日本国内 | 『IMAnimation W』枠 |

| テレビ朝日系列 IMAnimation W             | テレビ朝日系列 IMAnimation W | テレビ朝日系列 IMAnimation W |
| 前番組                                   | 番組名                       | 次番組                       |
| ---------------------------------------- | ---------------------------- | ---------------------------- |
| 地獄先生ぬ〜べ〜 （2025年版・第1クール） | ワンダンス                   | -                            |